# Éclipse solaire du 29 avril 2014
Une éclipse solaire annulaire a eu lieu le 29 avril 2014, c'est la 11e éclipse annulaire du XXIe siècle.

## Parcours

Trajectoire de l'éclipse sur la Terre.

Elle concerna uniquement l'Antarctique, entre la terre de Wilkes et la terre Victoria, aux longitudes de l'Australie.
L'éclipse partielle s'est produite sur l'océan Indien Sud et toute l'Australie.